# تپه خاک پا رستم
تپه خاک پا رستم، مربوط به دوران پیش از تاریخ ایران باستان است و در شهرستان شهرکرد، شهر سودجان واقع شده است. این اثر در تاریخ ۲۴ فروردین ۱۳۸۲ با شمارهٔ ثبت ۸۲۴۰ به‌عنوان یکی از آثار ملی ایران به ثبت رسیده است.